# Mauretanien i olympiska sommarspelen 1996
Mauretanien deltog i de olympiska sommarspelen 1996 med en trupp bestående av fyra deltagare, men ingen av landets deltagare erövrade någon medalj.

## Friidrott
Bana
| Idrottare                | Gren                  | Heat omgång 1 | Heat omgång 1 | Heat omgång 2    | Heat omgång 2    | Semifinal        | Semifinal        | Final            | Final            |
| Idrottare                | Gren                  | Tid           | Placering     | Tid              | Placering        | Tid              | Placering        | Tid              | Placering        |
| ------------------------ | --------------------- | ------------- | ------------- | ---------------- | ---------------- | ---------------- | ---------------- | ---------------- | ---------------- |
| Noureddine Ould Ménira   | Herrarnas 100 meter   | 10.95         | 92            | Gick inte vidare | Gick inte vidare | Gick inte vidare | Gick inte vidare | Gick inte vidare | Gick inte vidare |
| Mohamed Ould Brahim      | Herrarnas 200 meter   | 22.71         | 77            | Gick inte vidare | Gick inte vidare | Gick inte vidare | Gick inte vidare | Gick inte vidare | Gick inte vidare |
| Chérif Baba Aidara       | Herrarnas 800 meter   | 1:56.20       | 53            | N/A              | N/A              | Gick inte vidare | Gick inte vidare | Gick inte vidare | Gick inte vidare |
| Sid'Ahmed Ould Mohamedou | Herrarnas 5 000 meter | 15:29.16      | 37            | N/A              | N/A              | Gick inte vidare | Gick inte vidare | Gick inte vidare | Gick inte vidare |